# سیارک ۲۰۲۹۰
سیارک ۲۰۲۹۰ (به انگلیسی: 20290 Seanraj، نامگذاری:1998FJ65) بیست هزار و دویست و نودمین سیارک کشف شده‌است که در ۲۰ مارس ۱۹۹۸ کشف شد.
قدر مطلق سیارک برابر ۸.۵ است.